# Северцев-Полилов, Георгий Тихонович
Георгий Тихонович Северцев-Полилов (1859—1915) — русский писатель, драматург, переводчик, очеркист, мемуарист, журналист.

## Биография
Сын петербургского купца. Его отец имел диплом неклассного художника, но занимался торговлей пенькой.
Обучался в немецкой гимназии Видемана, затем много путешествовал по Европе и Северной Америке, служил в нескольких торговых фирмах в Лондоне и Ливерпуле, несколько семестров одновременно с будущим германским императором Вильгельмом II, учился в Боннском университете.
Безуспешно пытался заниматься коммерцией, но разорился, после чего пробовал быть оперным певцом, под псевдонимом Чаев выступал на сценах итальянских и венесуэльских театров, пробовал себя и как танцор. Затем — антрепренёр, занимался организацией выступлений итальянской оперы в Петербурге, но и здесь потерпел коммерческое фиаско.
С конца 1880-х годов занялся литературным творчеством, широко публиковался в периодике, в том числе, как газетный корреспондент).
Активно сотрудничал с журналами «Живописное Обозрение», «Природа и люди», «Исторический вестник» и «Нива».
Беллетрист, выпустил до 100 книг в различных жанрах.
Автор большого количества рассказов, повестей, романов и пьес, произведений исторического, мистического и фантастического жанров, пользовавшихся популярностью на рубеже XIX—XX веков, как у взрослого читателя, так и детей.
Совершил поездку на Русский Север, результатом которой стал сборник «По старинному заморскому пути и северным гнёздам».
В конце жизни много болел, лечился в Италии, ослеп.

## Избранные произведения
- В Рождественскую ночь (1895)
- Портрет (1898)
- Кровавый цветок (1899)
- Развиватели (1903, второе издание 1914)
- У Иордани (1904)
- Повар испанского короля. Очерки и рассказы.
- Мужья артисток. Очерки.
- Наши деды-купцы (1907)
- Брат на брата, Историческая повесть для юношества (1910), изд. А. С. Суворина
- Под удельною властью (1911)
- Царский духовник (1911)
- Княжий отрок (1912)
- Андрей Боголюбский
- Две встречи (1914)
- Влюбленный призрак
- В Гербариуме
- Драгоценный переплёт
- Человек с голубым бриллиантом
- Гриф
- Роковой опал
- У колдуньи
- Боярыня Морозова
- Вещее… (1918)

В книге «Среди коронованных особ» (1913) писатель описывает свои путешествия и встречи с немецким императором Вильгельмом II, бельгийским королем Леопольдом II, шведским королем Оскаром III, королём Италии Гумбертом, а также с музыкантами — певицей Луизой Фогельзанг, «дедушкой русской оперы» О. А. Петровым, дивой Аделиной Патти, певцом де Бассини и др.

## Награды
- Был отмечен Почётным отзывом Пушкинской премии Академии наук (1909) за книгу «Наши деды-купцы: бытовые картины начала XIX столетия», опубликованную в 1907.